# Liberal-Demokratische Partei Deutschlands
Die Liberal-Demokratische Partei Deutschlands (Kurzbezeichnung LDP bzw. LDPD) war eine im Juli 1945 gegründete, ursprünglich liberale Partei in der Sowjetischen Besatzungszone und der späteren DDR, die unter anderem Abgeordnete und Minister in den Staatsorganen stellte. Sie wurde bis Anfang der 1950er-Jahre gleichgeschaltet und als eine der sogenannten Blockparteien in die Nationale Front eingebunden. Die LDPD akzeptierte und unterstützte fortan den Führungsanspruch der SED. Im Zuge der politischen Wende in der DDR emanzipierte sie sich wieder und ging – nach zwischenzeitlich erfolgter Fusion mit der NDPD zum Bund Freier Demokraten – schließlich im August 1990 in der seither gesamtdeutschen FDP auf.

## Gründung

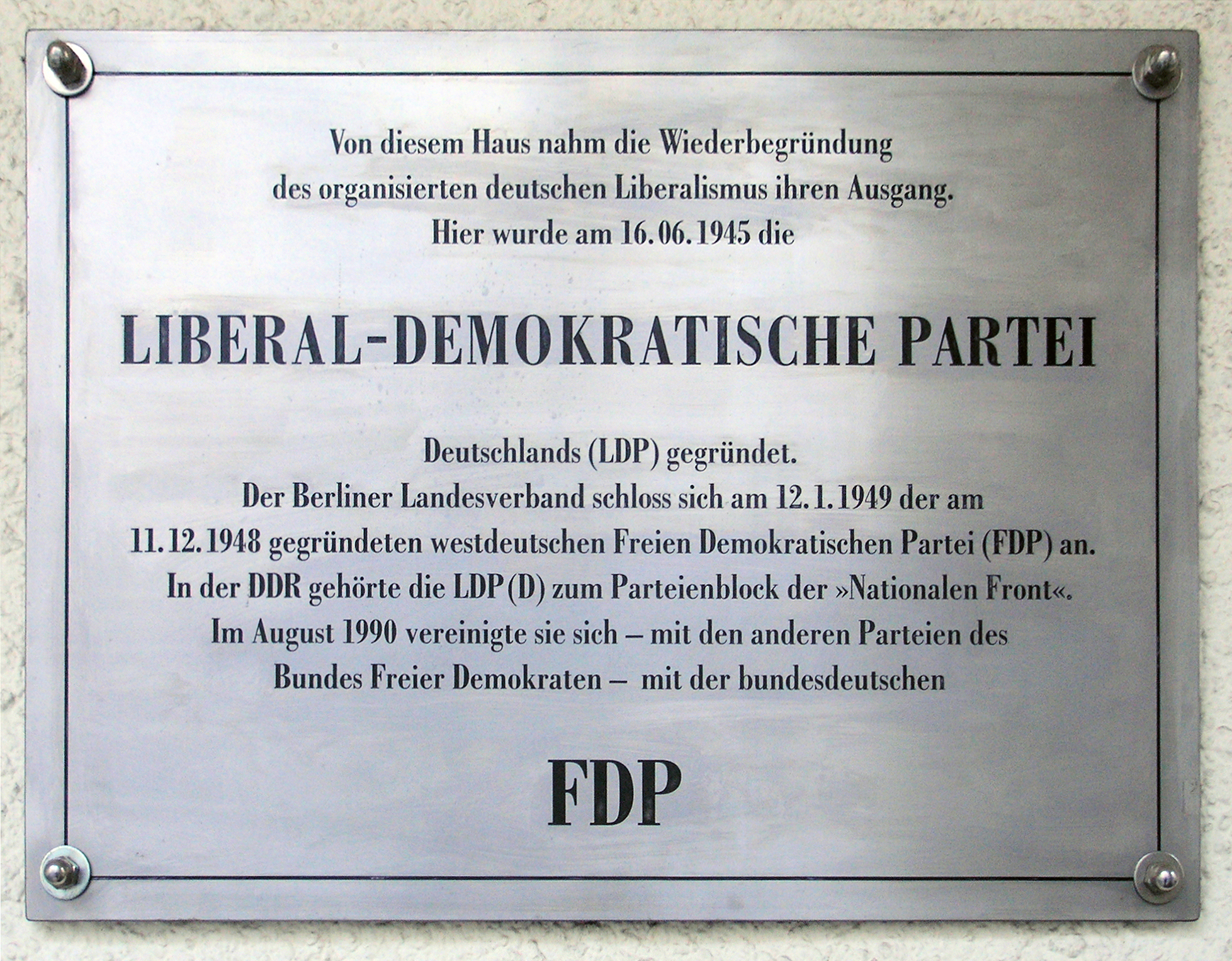
Gedenktafel, Bayerische Straße 5, Berlin-Wilmersdorf

Schon mit dem Befehl Nr. 2 des Obersten Chefs der Sowjetischen Militäradministration (SMAD) der Sowjetischen Besatzungszone vom 10. Juni 1945 wurde angeordnet:

„Im Bereich der sowjetischen Besatzungszone in Deutschland die Gründung und Tätigkeit aller antifaschistischen Parteien zu erlauben, die sich die endgültige Ausrottung der Reste des Faschismus und die Festigung der demokratischen Grundlagen und bürgerlichen Freiheiten in Deutschland zum Ziel setzen und in dieser Richtung die Initiative und freie Betätigung der breiten Massen der Bevölkerung fördern.“

Die Entscheidung zur Zulassung politischer Parteien in ihrer Besatzungszone war von Stalin Mitte Mai 1945 getroffen worden, um bestehende Reorganisationstendenzen kanalisieren zu können, vor allem aber, um den Westalliierten Verhandlungsbereitschaft über ein ungeteiltes Deutschland zu signalisieren, in der Hoffnung, dass dieses neutral sein würde.
Nachdem nur 24 Stunden nach Erlassung des Befehls Nr. 2 die Kommunistische Partei Deutschlands (KPD) ihren Gründungsaufruf veröffentlicht hatte, gründeten sich am 15. Juni die Sozialdemokratische Partei Deutschlands (SPD) und am 26. Juni die Christlich-Demokratische Union Deutschlands (CDU).

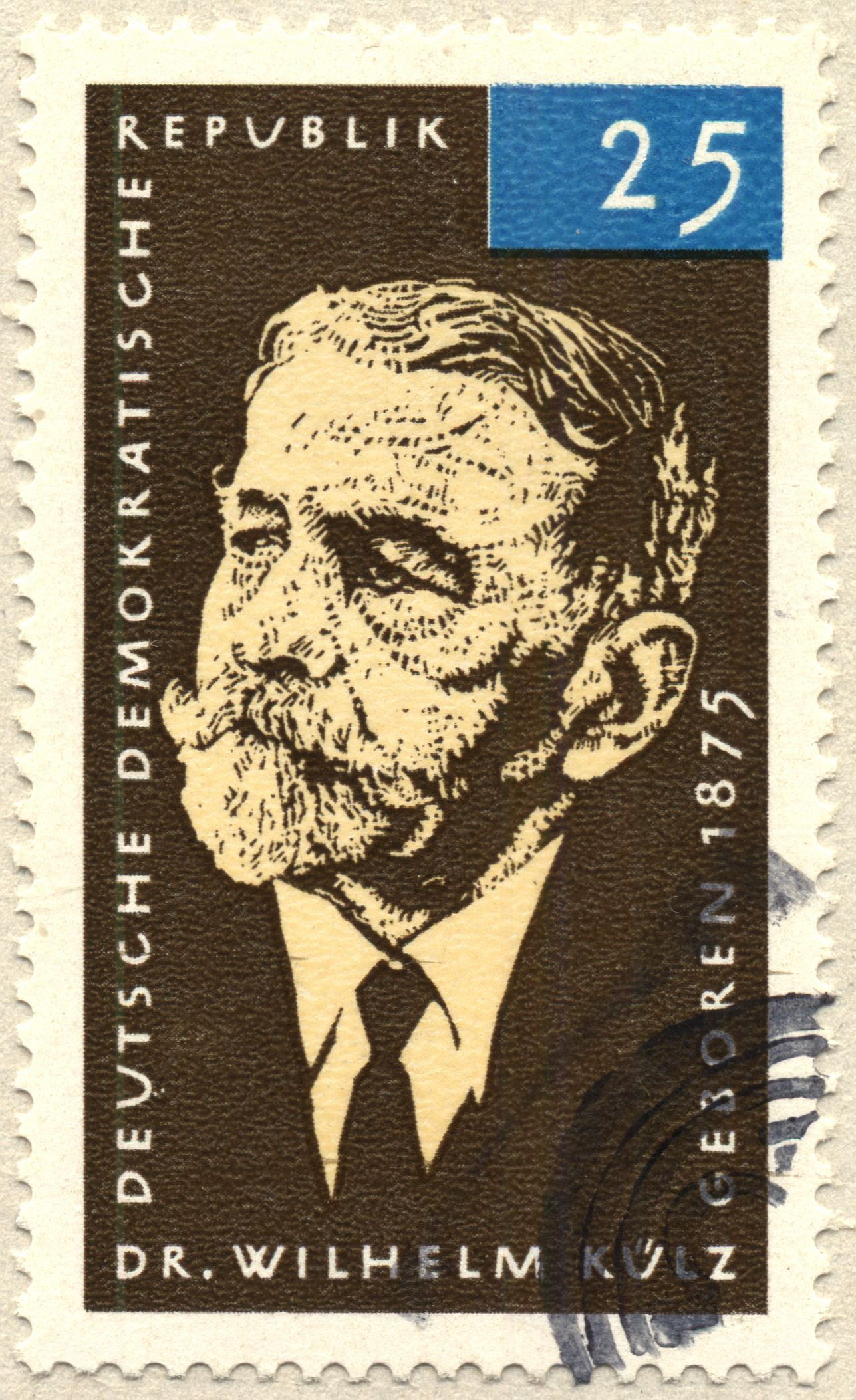
Wilhelm Külz, LDP-Vorsitzender seit November 1945

Zur gleichen Zeit wie die Gründer der CDU traf sich auf Initiative von Wilhelm Külz, Eugen Schiffer und dessen Schwiegersohn Waldemar Koch auch eine siebenköpfige Gruppe früherer DDP-Mitglieder, um eine neue „Deutsche Demokratische Partei“ zu gründen. Programm und Zusammensetzung der Parteiführung standen schnell fest, zunächst wurde jedoch sondiert, ob die CDU bereit sei, eine gemeinsame liberale Partei zu bilden.
Nachdem dieser Vorstoß an unterschiedlichen Auffassungen zur Trennung von Politik und Religion gescheitert war, trat die neue Partei unter dem Namen Liberal-Demokratische Partei Deutschlands (LDP) am 5. Juli mit ihrem Gründungsaufruf an die Öffentlichkeit. Sie wandte sich vor allem an ehemalige Mitglieder von der DDP, der DVP und des gemäßigten DNVP-Flügels in der Weimarer Republik. Im Gegensatz zur CDU sprach sie sich entschieden für den Erhalt des Privateigentums und gegen Verstaatlichung von Bodenschätzen und staatliche Kontrolle des Bergbaus und der wichtigsten Industriezweige aus.
Am 10. Juli erhielt die LDP ihre Lizenzierung durch die SMAD, unter der Auflage, dem „Block der antifaschistisch-demokratischen Parteien“ beizutreten. Bereits im November musste der erste Vorsitzende, Waldemar Koch, auf Druck der SMAD zurücktreten, sein Nachfolger wurde Wilhelm Külz mit einer sowjetfreundlichen Politik. Im Dezember 1945 hatte die LDP in der SBZ ca. 80.000 Mitglieder.
Bei den letzten freien Landtagswahlen 1946 wurde die LDP mit knapp 25 Prozent der Stimmen noch vor der CDU zweitstärkste Partei hinter der SED (zu der SPD und KPD inzwischen zwangsvereinigt worden waren). Am stärksten war die LDP in Sachsen-Anhalt, wo sie auf 29,9 Prozent der Stimmen kam.

## Gesamtdeutscher Parteiversuch
Die LDP gründete im Juli 1946 mit den liberalen Parteien der Westzonen einen gesamtdeutschen Koordinierungsausschuss. Dieser traf sich im November 1946 in Coburg, um die Gründung einer zonenübergreifenden gesamtdeutschen liberalen Partei vorzubereiten.
Die Gründung der Demokratischen Partei Deutschlands (DPD) fand am 17. März 1947 auf einer Konferenz in Rothenburg ob der Tauber, an der liberale Politiker aus allen vier Besatzungszonen teilnahmen, statt. Wilhelm Külz wurde gemeinsam mit Theodor Heuss (Demokratische Volkspartei) Vorsitzender, Arthur Lieutenant einer von zwei Geschäftsführern. Auf einer Sitzung des Vorstands erhielt Külz den Auftrag, den Entwurf einer gesamtdeutschen Verfassung auszuarbeiten.
Bereits nach einem Dreivierteljahr scheiterte der Versuch einer zonenübergreifenden Partei an der Teilnahme der LDP am SED-dominierten 1. Deutschen Volkskongreß für Einheit und gerechten Frieden. Külz wollte der SED auf dem Kongress das Feld nicht allein überlassen. Stattdessen wollte er als Vertreter der zweitstärksten Partei in der sowjetischen Besatzungszone eigene Akzente setzen. Der LDP-Hauptausschuss am 6. Januar 1948 in Weimar diskutierte darüber kontrovers, stellte sich aber mehrheitlich hinter seinen Vorsitzenden. Am 10. Februar 1948 kam es der sich vollziehenden Spaltung Berlins folgend zur Aufteilung des Berliner Landesverbandes der LDP. So schlossen sich die Mitglieder in den Westsektoren Berlins am 12. Januar 1949 der neugegründeten westdeutschen FDP an.
Zur DPD-Vorstandssitzung am 18. Januar 1948 in Frankfurt am Main wurde Külz ausgeladen. Heuss warf der LDP dort vor, mit der Beteiligung am Volkskongress habe sie sich „für die russische Auffassung von der Einheit Deutschlands“ entschieden. Der Vorstand verabschiedete ein Pressekommuniqué, das der LDP nahelegte, personelle Folgerungen zu ziehen. LDP-Geschäftsführer Arthur Lieutenant erklärte, dass für die Ost-Liberalen unter diesen Umständen eine „Weiterarbeit […] zunächst unmöglich“ sei. Das war das faktische Ende der gesamtdeutschen Organisation der Liberalen. Eine formale Auflösung der DPD fand nicht statt. Nach Külz’ Tod im April 1948 gab es keine Nachwahl eines Vorsitzenden.

## Opposition und Säuberungen
Die Liberal-Demokraten galten als diejenige legale Partei, die sich am deutlichsten dem Führungsanspruch der SED widersetzte und gegen sie opponierte. Nach dem Tod des ersten Parteivorsitzenden Wilhelm Külz im April 1948 wurde die LDP kritischer gegenüber SMAD und SED, auch wegen der zunehmenden Stalinisierung. Unter anderem mit dem Ziel, die LDP zu schwächen, wurde die SED-treue National-Demokratische Partei Deutschlands (NDPD) gegründet, die ähnliche gesellschaftliche Schichten ansprechen sollte: den bürgerlichen Mittelstand, Handwerker, Kleinhändler. Ende 1948, auf dem Höhepunkt ihres Widerstandes gegen die Machtergreifung der SED, besaß die LDP mehr als 200.000 Mitglieder.
Großen Zulauf hatte die LDP vor allem von jungen Leuten, die den Kommunismus ablehnten: 23 Prozent der Mitglieder waren jünger als 25 Jahre. Viele von ihnen wurden vom NKWD verhaftet, kamen ins Zuchthaus oder in sowjetische Straflager. Prominenteste Fälle waren der Leipziger Studentenratsvorsitzende Wolfgang Natonek (1919–1994), der im November 1948 verhaftet und zu 25 Jahren Arbeitslager verurteilt wurde (er wurde jedoch 1956 entlassen und übersiedelte in den Westen), sowie der Jugendreferent im LDP-Landesverband Mecklenburg, Arno Esch (1928–1951), der im Oktober 1949 verhaftet und 1951 in Moskau erschossen wurde. Zu den jungen Liberal-Demokraten dieser Phase zählten unter anderem auch Karl-Hermann Flach (1929–1973), Hans-Dietrich Genscher (1927–2016), Burkhard Hirsch (1930–2020) und Wolfgang Mischnick (1921–2002): Sie flohen bis Anfang der 1950er Jahre nach Westdeutschland und wurden später wichtige FDP-Politiker.

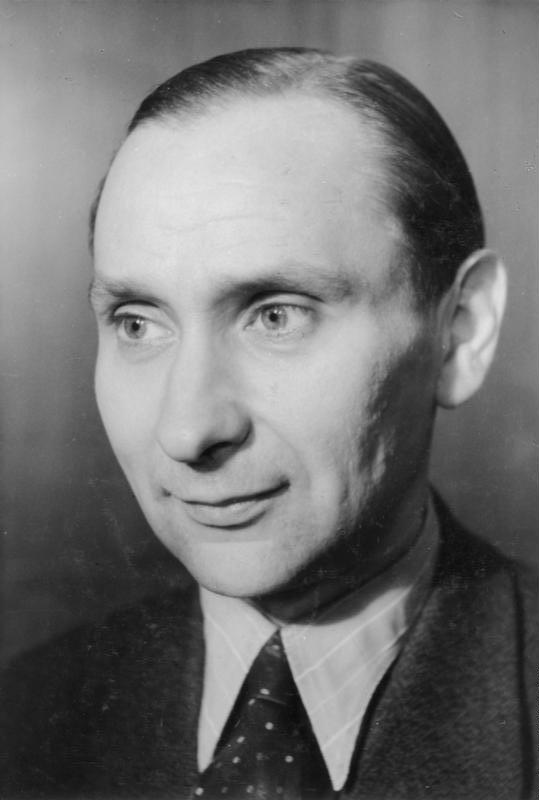
Günter Stempel, 1946

Mithilfe von Auflösungsdrohungen und Verhaftungen wurde die kritische Haltung der LDP sukzessive gebrochen. Zudem wurden zu Beginn der 1950er Jahre Säuberungen in den Blockparteien LDP und CDU durchgeführt. Am 8. August 1950 wurde LDP-Generalsekretär Günter Stempel offiziell „wegen Ablehnung des Wahlgesetzes der DDR“ verhaftet und zu 25 Jahren Zwangsarbeit verurteilt. Am 8. Dezember 1950 verurteilte das Oberste Gericht der DDR den früheren thüringischen Finanzminister Leonhard Moog (LDP) zusammen mit seinen Mitarbeitern in Abwesenheit „wegen Sabotage“ zu hohen Haftstrafen. Der stellvertretende DDR-Ministerpräsident und LDP-Kovorsitzende Hermann Kastner wurde 1950 im Zuge parteiinterner Auseinandersetzungen auf Betreiben Hans Lochs und Johannes Dieckmanns unter dem Vorwurf der Verschwendungssucht und Korruption aus seinen Ämtern entlassen und aus der Partei ausgeschlossen. An seiner Stelle wurde Loch Kovorsitzender der Partei. Die Vorwürfe gegen Kastner stellten sich jedoch als haltlos heraus und er wurde im Jahr darauf rehabilitiert.
Im Oktober 1951 änderten die Liberal-Demokraten ihre Abkürzung von LDP in LDPD, um den Namensbestandteil „Deutschlands“ stärker zu betonen. Dies entsprach dem damaligen Wunsch der SED, die DDR solle ganz Deutschland vertreten. Im Dezember 1952 wurde der LDPD-Kovorsitzende und Minister für Handel und Versorgung Karl Hamann zum Sündenbock für Versorgungsmängel gemacht und zu zehn Jahren Zuchthaus verurteilt (er wurde 1956 begnadigt und floh anschließend in die Bundesrepublik). Durch Hamanns Entmachtung als Kovorsitzender verblieb der bei den Mitgliedern eigentlich nicht besonders beliebte Hans Loch als einziger Parteivorsitzender, er stand der SED sehr nahe und wurde von ihr protegiert.

## Blockpartei
Ab 1949 war die LDP(D) als sogenannte Blockpartei in einheitliche Wahllisten der Nationalen Front unter Führung der SED eingebunden. Über deren gemeinsame Listen zog bei allen Wahlen in der DDR eine bereits zuvor festgelegte Zahl von LDPD-Abgeordneten in die Volkskammer ein. Wie die CDU, die National-Demokratische Partei Deutschlands (NDPD) und die Demokratische Bauernpartei Deutschlands (DBD) spielte sie seit Gründung der DDR am 7. Oktober 1949 als gestaltende politische Partei keine eigenständige Rolle mehr und war somit nur noch „Transmissionsriemen“, um bestimmte gesellschaftliche Schichten – im Falle der LDPD den bürgerlichen Mittelstand – an den SED-Staat zu binden.
Viele Mitglieder traten der LDPD – so wie den anderen Blockparteien – weniger aus Überzeugung als aus dem Wunsch, der Nötigung zur SED-Mitgliedschaft zu entgehen, bei. Die Mitgliederzahlen schwankten zwischen rund 64.000 (1966) und 113.000 (1989). Nach DDR-Angaben waren davon rund 9.000 Mitglieder als Abgeordnete tätig (1973).
Die LDP(D) stellte den ersten Präsidenten der Volkskammer, Johannes Dieckmann. Mit drei Ministern trat sie in die erste Regierung unter Ministerpräsident Otto Grotewohl (SED) ein: Hermann Kastner wurde stellvertretender Ministerpräsident, Karl Hamann Minister für Handel und Versorgung und Hans Loch Finanzminister. Bis zum Ende der DDR war die LDPD in sämtlichen Regierungen – lange Zeit mit Kurt Wünsche bzw. Hans-Joachim Heusinger als Minister für Justiz – vertreten, sowie ab 1960 im Staatsrat, wo sie bis 1969 zwei, anschließend einen stellvertretenden Vorsitzenden stellte.

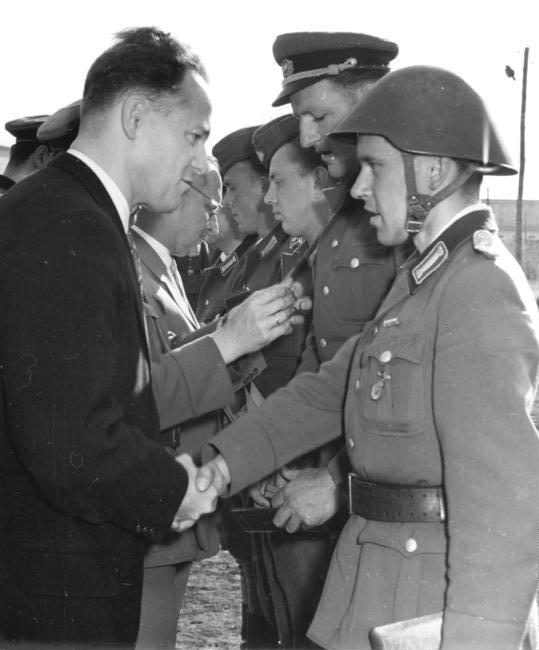
Manfred Gerlach, Generalsekretär der LDPD, verleiht Orden für den Mauerbau (1961)

Ab 1954 war Manfred Gerlach Generalsekretär und ab 1967 Vorsitzender der LDPD. Bereits als FDJ-Funktionär verfolgte er einen Anpassungskurs gegenüber der SED, unterstützte Gleichschaltungsmaßnahmen. Später führte er auf Seiten der LDPD Gespräche mit den FDP-Politikern. Die LDPD war die einzige Blockpartei, der von der sowjetischen Besatzungsmacht erlaubt worden war, Kontakte mit einer westdeutschen Partei zu haben. Zudem unterhielt die LDPD freundschaftliche Beziehungen zur polnischen Stronnictwo Demokratyczne (Demokratischen Partei), zur Československá strana socialistická (Tschechoslowakischen Sozialistischen Partei), zur Đảng Dân chủ Việt Nam (Demokratischen Partei Vietnams) und zur Chosŏn Sahoeminjudang (Sozialdemokratischen Partei Koreas), die jeweils eine vergleichbare Rolle als Blockpartei für Freiberufler, Handwerker und Intellektuelle spielten wie die Liberaldemokraten in der DDR.

## Lösung von der SED und Fusion mit der FDP
Als im Herbst 1989 durch Fluchtbewegungen und Massendemonstrationen das Ende der faktischen SED-Alleinherrschaft absehbar wurde und zahlreiche neue unabhängige Gruppen und Parteien entstanden, löste sich auch die bis dahin folgsame Blockpartei LDPD allmählich von der SED. Die Liberaldemokraten waren die erste Partei, die die Politik der SED in bis dahin für die Blockparteien ungewöhnlich offener Form kritisierte. Am 17. September 1989 distanzierte sich der Vorsitzende Manfred Gerlach öffentlich von der Politik der SED. Am 4. Dezember 1989 verließ die LDPD mit der ebenfalls „gewendeten“ Blockpartei CDU die Nationale Front. Am 6. Dezember 1989 wurde Manfred Gerlach als Nachfolger von Egon Krenz Vorsitzender des Staatsrats der DDR und damit Staatsoberhaupt.
Nach der friedlichen Revolution im Herbst 1989 verstand sich die LDPD als neue liberale Kraft im Land. Allerdings waren selbstkritische Töne zur eigenen Verantwortung am DDR-Unrechtssystem kaum zu hören. Auf dem Parteitag am 10. Februar 1990 in Dresden beschloss die Partei, das zweite „D“ aus dem Namen zu streichen und wieder die Abkürzung LDP aus ihrer Anfangszeit anzunehmen. Auf demselben Parteitag wurde Rainer Ortleb zum letzten Vorsitzenden der Partei gewählt (er war nach der Wiedervereinigung von 1990 bis 1991 Bundesminister für besondere Aufgaben und von 1991 bis 1994 Bundesminister für Bildung und Wissenschaft). Es kam nun auch offiziell zu Kontakten mit der westdeutschen F.D.P.
Im Vorfeld der ersten freien Volkskammerwahl 1990 gründete die LDP mit den neuen liberalen Parteien – Deutsche Forumpartei (DFP) und F.D.P. der DDR – am 12. Februar 1990 das Wahlbündnis Bund Freier Demokraten (BFD). Der BFD erzielte am Wahltag (18. März 1990) trotz bundesdeutscher Hilfe jedoch nur 5,3 Prozent und stellte damit 21 Abgeordnete in der Volkskammer.
Am 11. August 1990 schlossen sich auf dem Vereinigungsparteitag in Hannover die westdeutsche F.D.P., der BFD – in dem zwischenzeitlich die einstigen Blockparteien LDP und NDPD aufgegangen waren – sowie die die im Zuge der politischen Wende neu entstandenen Gruppierungen DFP und F.D.P. der DDR zur gesamtdeutschen F.D.P. zusammen. Wegen des erheblich höheren parteipolitischen Organisationsgrads der DDR-Bevölkerung stieg deren Mitgliederzahl daraufhin kurzzeitig fast auf das Dreifache, normalisierte sich aber infolge massenhafter Austritte ehemaliger Blockpartei-Mitglieder schnell wieder. Innerhalb der F.D.P. kam es in den folgenden Jahren zu erheblichen Auseinandersetzungen um den Umgang mit der ehemaligen Blockpartei.
Das Vermögen der LDP wurde nach der Vereinigung in einem Vergleich mit der Treuhandanstalt geregelt.

## Publikationen
Das Zentralorgan der LDPD war die Tageszeitung Der Morgen. Sie wurde 1991 eingestellt, nachdem die Nachfrage nach dem Fall der Mauer stark zurückgegangen war. Von den vier LDPD-Regionalzeitungen „überlebte“ nur die Thüringische Landeszeitung die Wendezeit. Das Sächsische Tageblatt fusionierte mit der Union (CDU) und den Sächsischen Neuesten Nachrichten (NDPD) zu den Dresdner Neuesten Nachrichten; die Norddeutsche Zeitung (Mecklenburg) und die Liberal-Demokratische Zeitung (Sachsen-Anhalt) wurden ganz eingestellt.
Als internes Mitteilungsblatt erschienen von 1947 bis 1989 die LDPD-Informationen.

## Auszeichnungen
Als höchste Auszeichnung der LDPD wurde die 1957 gestiftete Wilhelm-Külz-Ehrennadel vergeben, 1960 wurde das Ehrenzeichen der LDPD gestiftet.

## Archiv
Das 1960 gegründete und in Berlin-Mitte befindliche Zentrale Parteiarchiv der LDPD wurde der FDP übergeben und im Frühjahr 1991 in das Archiv des Liberalismus der Friedrich-Naumann-Stiftung nach Gummersbach überführt. Über die Unterlagen von über 600 laufenden Meter Umfang wurde im August 1996 ein Depositarvertrag zwischen der Stiftung Archiv der Parteien und Massenorganisationen der DDR (SAPMO) im Bundesarchiv und der Friedrich-Naumann-Stiftung geschlossen. Die Akten sind – nach Maßgabe der personenbezogenen Sperrfristen nach dem Bundesarchivgesetz – frei benutzbar.

## Parteitage
| Nr.               | Zeitraum              | Ort      | Zusammenfassung |
| ----------------- | --------------------- | -------- | --- |
| 01. Parteitag     | 6.–8. Juli 1946       | Erfurt   | Wahl von Wilhelm Külz (a) zum Vorsitzenden. Verabschiedung der „Resolution des Parteitages der LDP“. |
| 02. Parteitag     | 4.–7. Juli 1947       | Eisenach | Wahl von Wilhelm Külz zum Vorsitzenden. Verabschiedung diverser programmatischer Entschließungen. |
| 03. Parteitag     | 25.–28. Februar 1949  | Eisenach | Wahl von Karl Hamann (b) und Hermann Kastner (c) zu gleichberechtigten Vorsitzenden. Verabschiedung des Parteiprogramms der LDP („Eisenacher Programm“).                                                                              |
| 04. Parteitag     | 30. Juni–2. Juli 1951 | Eisenach | Wahl von Karl Hamann (d) und Hans Loch zu gleichberechtigten Vorsitzenden. Verabschiedung der „Entschließung über die Durchführung der Aufgaben der LDP“ und des „Manifests an die liberalen Menschen unseres deutschen Vaterlandes“. |
| 05. Parteitag     | 28.–31. Mai 1953      | Dresden  | Wahl von Hans Loch zum Vorsitzenden. Verabschiedung der „Politischen Entschließung des 5. Parteitages der LDPD“. |
| 06. Parteitag     | 5.–7. Juli 1955       | Weimar * | Wahl von Hans Loch zum Vorsitzenden. Verabschiedung der „Dokuments der nationalen Verantwortung des 6. Parteitages der LDPD“. |
| 07. Parteitag     | 5.–8. Juli 1957       | Weimar * | Wahl von Hans Loch zum Vorsitzenden. Verabschiedung der „Entschließung des 7. Parteitages der LDPD“. |
| 08. Parteitag     | 5.–8. Juli 1960       | Weimar * | Wahl von Hans Loch (e) zum Vorsitzenden. Verabschiedung des „Dokuments des 8. Parteitages der LDPD“. |
| 09. Parteitag (f) | 15.–17. Februar 1963  | Weimar * | Verabschiedung der „Arbeitsentschließung des 9. Parteitages der LDPD“. |
| 10. Parteitag (g) | 27.–30. November 1967 | Weimar * | Verabschiedung der „Erklärung des 10. Parteitages der LDPD – Unser Wille und Weg“. |
| 11. Parteitag     | 16.–19. Februar 1972  | Weimar * | Verabschiedung der „Entschließung des 11. Parteitages der LDPD“. |
| 12. Parteitag     | 2.–4. März 1977       | Weimar * | Verabschiedung der „Grundsatzerklärung des 12. Parteitages der LDPD – Die Mitverantwortung der Liberaldemokraten in der entwickelten sozialistischen Gesellschaft“.                                                                   |
| 13. Parteitag     | 5.–7. April 1982      | Weimar * | Verabschiedung der „Willenserklärung des 13. Parteitages der LDPD – Unser Wort und unsere Tat für den Frieden“. |
| 14. Parteitag     | 9.–11. April 1987     | Weimar * | Verabschiedung der „Willenserklärung des 14. Parteitages der LDPD – Friedensruf aus Weimar“. |
| Sonderparteitag   | 9.–10. Februar 1990   | Dresden  | Wahl von Rainer Ortleb zum Vorsitzenden. Beschluss über Rückkehr zur bis Oktober 1951 offiziell verwendeten Kurzbezeichnung LDP. Verabschiedung des „Wahlprogramms der LDP zur Volkskammerwahl 1990“.                                 |

## Personalien

### Parteivorsitzende

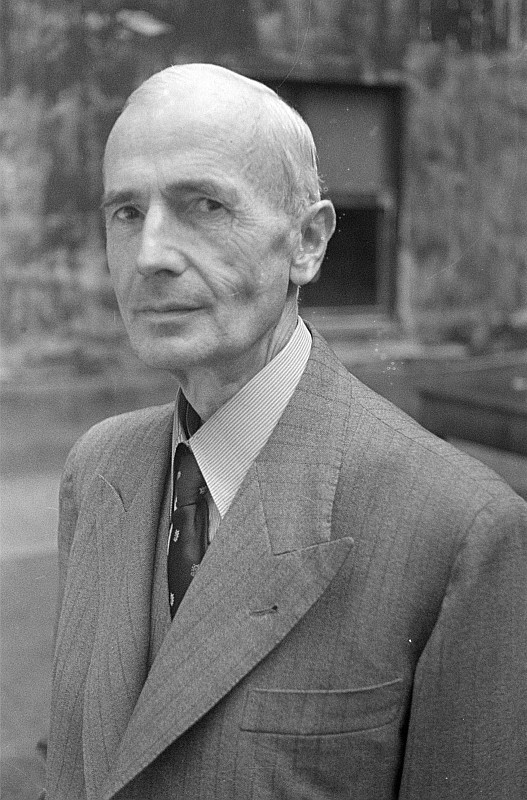
Waldemar Koch 1945
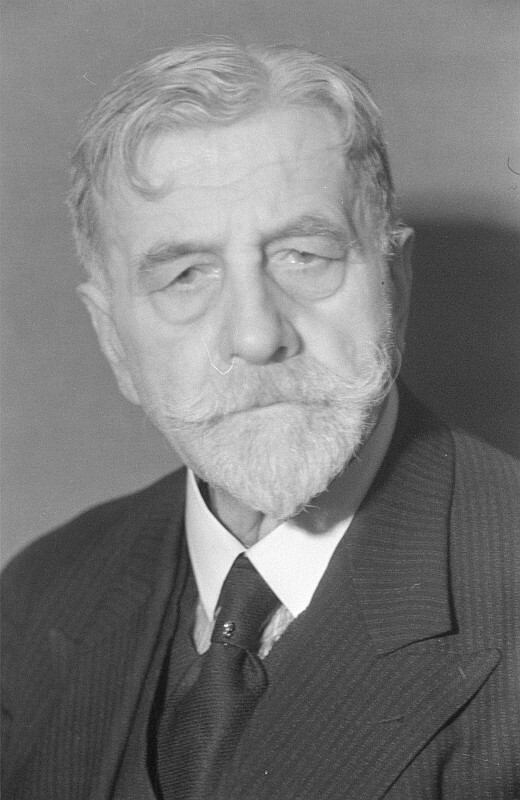
Wilhelm Külz 1945–1948
Arthur Lieutenant 1948
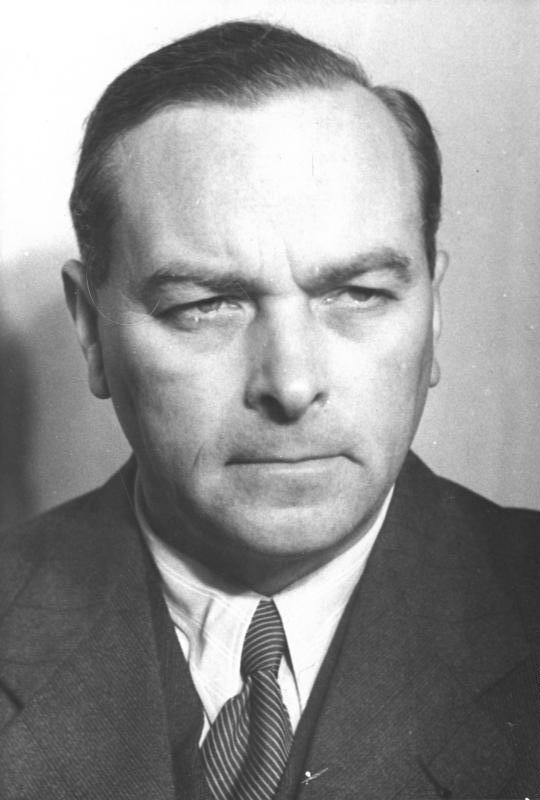
Karl Hamann 1948–1952
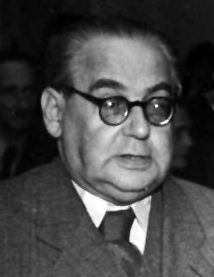
Hermann Kastner 1949–1950
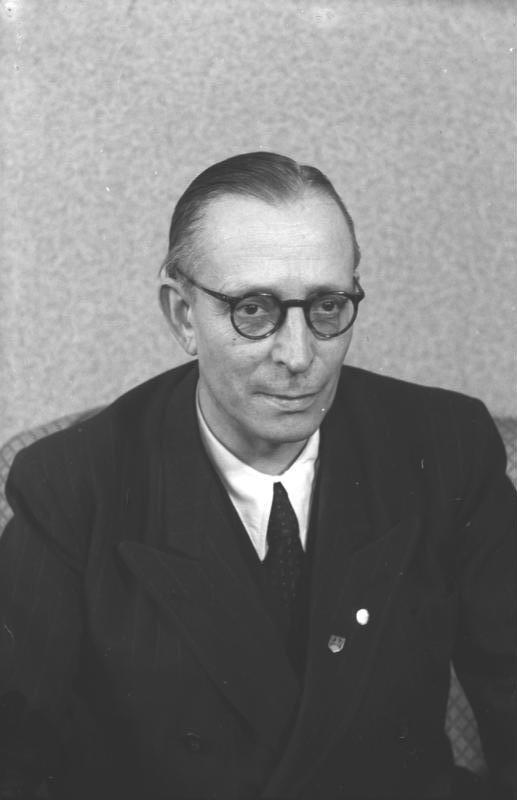
Hans Loch 1951–1960
Max Suhrbier 1960–1967
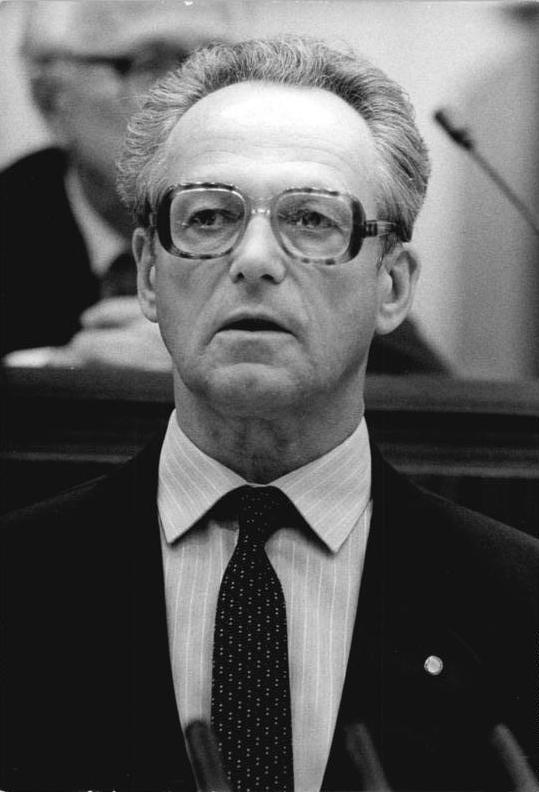
Manfred Gerlach 1967–1990
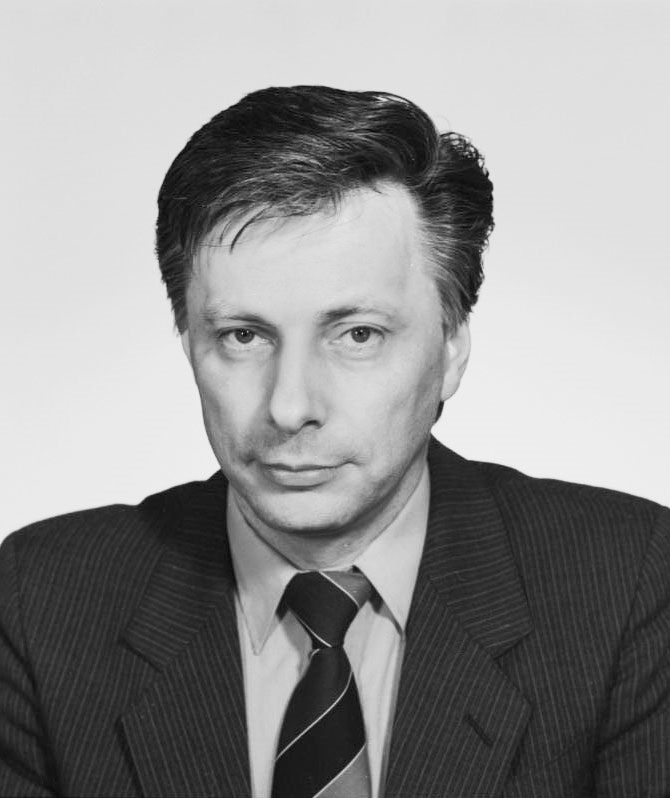
Rainer Ortleb 1990

### Generalsekretäre

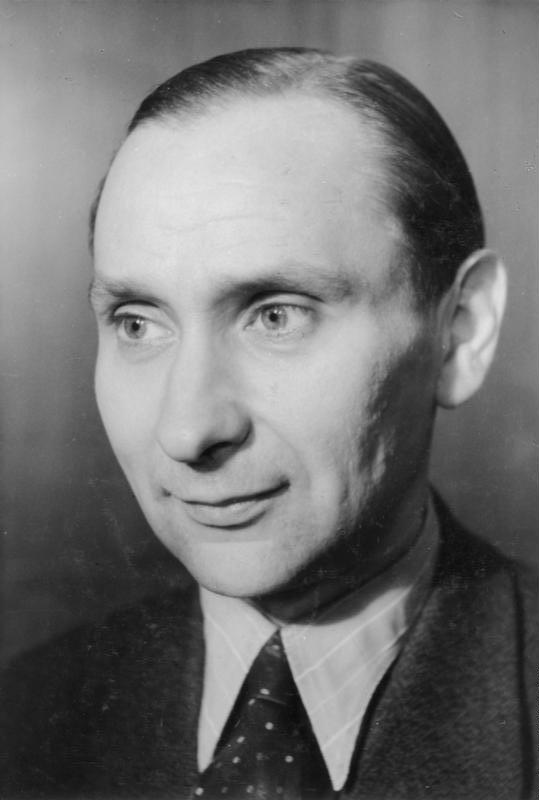
Günter Stempel 1948–1950
Herbert Täschner 1950–1954
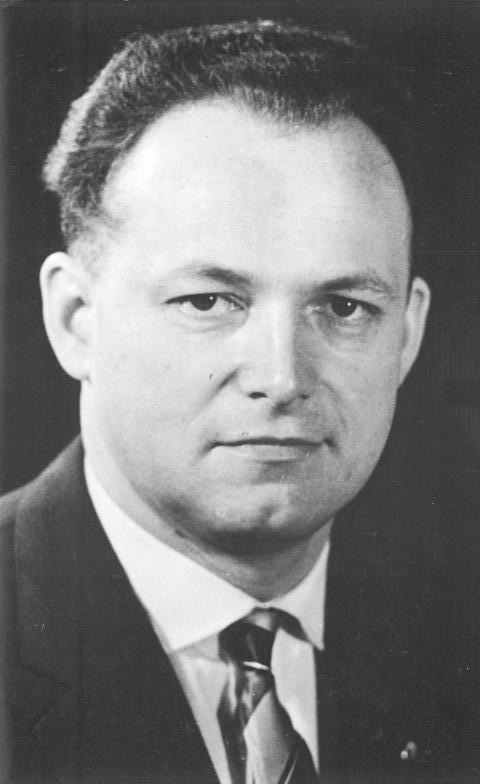
Manfred Gerlach 1954–1967

### Vorsitzende der Landesverbände (1945–1952)
| Berlin Martin Stritte (1945–1946) Fritz Hausberg (1946) Carl-Hubert Schwennicke (1946–1948) Franz Gensecke (1948–1949) Reinhold Schwarz (1949–1952)    | Brandenburg Albert Grundei (1945–1946) Wilhelm Falk (1946–1947) Walter Kunze (1947–1948) Ingo von Koerber (1948–1951) Erwin Steffen (1951–1952) | Mecklenburg Ernst Harzmann (1946–1947) Max Suhrbier (1947–1952)                  |
| Sachsen Hermann Kastner (1945–1947) Arthur Bretschneider (1947–1949) Walter Thürmer (1949–1951) Herbert Wetzstein (1951) Artur Schlesinger (1951–1952) | Sachsen-Anhalt Carl Delius (1946) Erich Damerow (1946–1950) Otto Kamps (1950) Ernst Lorenz (1950–1952)                                          | Thüringen Leonhard Moog (1945–1949) Hans Loch (1949–1951) Hans Meier (1951–1952) |

### Vorsitzende der Bezirksverbände (1952–1990)
| Berlin Harri Leupold (1953–1959) Erich Rost (1959–1961) Harald Werthmann (1961–1984) Fritz Kausch (1984–1988) Klaus-Peter Weichenhain (1988–1990)                    | Cottbus Martin Kielblock (1952–1953) Erich Winkler (1953) Heinrich Schaub (1953–1957) Hans-Joachim Heusinger (1957–1959) Karl-Heinz Krug (1959–1971) Peter Moreth (1971–1983) Johannes Kney (1983–1990) | Dresden Artur Schlesinger (1952–1953) Günther Wehnert (1954–1958) Helmuth Speer (1958–1959) Johannes Türschmann (1959–1964) Werner Grohs (1964–1972) Joachim von Jagow (1973–1989)                            |
| Erfurt Paul-Erich Blank (1952–1953) Gerhard Kalmring (1953–1959) Reinhold Heinicke (1959–1989)                                                                       | Frankfurt (Oder) Ingo von Koerber (1952–1953) Alfred Zeidler (1954–1959) Günther Steinhöfel (1959–1989) Peter Kaul (1989–1990)                                                                          | Gera Emil Domno (1952–1953) Karl Weinert (1953–1954) Werner Schmidt (1954–1959) Hans Carl Kreissig (1959–1981) Werner Felgentrebe (1981–1986) Raimund Kolbe (1986–1989)                                       |
| Halle Gertrud Sasse (1952–1961) Herbert Ott (1961–1966) Kurt Anclam (1966–1984) Ulrich Stettler (1984–1990)                                                          | Karl-Marx-Stadt Helmut Müller (1952–1959) Rolf Unger (1959–1985) Christian Renatus (1985–1988) Dietmar Schicke (1988–1990)                                                                              | Leipzig Manfred Gerlach (1952–1954) Günter Schneider (1954–1962) Joachim Seeländer (1962–1969) Manfred Eißner (1969–1976) Brigitte Tilsner (1976–1979) Manfred Brendel (1979–1989) Wolfgang Görne (1989–1990) |
| Magdeburg Ernst Lorenz (1952–1955) Erich Rost (1955–1960) Helmut Kuhny (1960–1983) Peter Moreth (1983–1989) Bernd Futterlieb (1989–1990)                             | Neubrandenburg Herbert Ott (1952–1959) Manfred Eißner (1959–1969) Horst Raedsch (1969–1989) Karl-Heinz Zöllner (1989–1990)                                                                              | Potsdam Erwin Steffen (1952–1954) Günter Liebig (1954–1959) Hans-Georg Lehmann (1959–1989) |
| Rostock Harry John (1952–1953) Klaus-Jürgen Ebelt (1953–1963) Erich Uschner (1963–1982) Hans-Dieter Raspe (1982–1984) Gunter Krüger (1984–1990) Frank Richter (1990) | Schwerin Max Suhrbier (1952–1958) Gerhard Roever (1959–1961) Bruno Krüger (1961–1983) Manfred Gritzko (1983–1989)                                                                                       | Suhl Fritz Wolff (1952–1956) Werner Grohs (1958–1959) Kurt Rauh (1959–1970) Johannes Türschmann (1970–1975) Klaus-Peter Weichenhain (1975–1981) Peter Geier (1981–1989)                                       |

### Vorsitzende der Landesverbände (1990)
| Brandenburg Johannes Kney   | Mecklenburg-Vorpommern Walter Goldbeck | Sachsen Dietmar Schicke |
| Sachsen-Anhalt Gerd Brunner | Thüringen Wolfgang Pape                |                         |